# Собор Николая Чудотворца (Лаишево)
Собор Николая Чудотворца — православный храм в городе Лаишеве республики Татарстан, старейшее каменное здание и одна из самых высоких точек города. Памятник архитектуры регионального значения.

## История
Первое каменное здание храма во имя Премудрости Божией Софии было возведено в 1767 году к предполагаемому приезду в Лаишево императрицы Екатерины II. К середине XIX столетия Софийский собор сильно обветшал, поэтому в 1853 году был разобран. В 1870 году было закончено строительство и 20 августа состоялось освящение нового каменного пятипрестольного собора. В помещении главного храма были приделы: Святой Екатерины и Пророка Ильи — освящены в 1895 году. В холодной трапезной были приделы: Николая Чудотворца и Казанской Божьей Матери — освящены соответственно в 1855 и 1858 годах. Над западным входом в храм была построена массивная колокольня. Стены были расписаны известным мордовским художником-скульптором С. Эрзьей (С. Д. Нефедовым). Среди наиболее чтимых святынь, находившихся в соборе — икона Казанской Божьей Матери «в ризе украшенной жемчугом и драгоценными камнями и на ней чеканные письмена».
В советское время многих священнослужителей Лаишева постигла трагическая участь. «За подстрекательские действия, против Советское власти и оказание помощи белогвардейцам» настоятель храма Л. Е. Скворцов был расстрелян в алтаре. Пострадал также и Софийский собор. Его закрыли в 1930 году. В этом же году сняли колокола. В 1956 году собор переоборудовали в кинотеатр «Заря». В 2013 году Софийский собор был возвращён верующим под названием собора Николая Чудотворца, начались реставрационные работы.